# Dilma Rousseff
Dilma Vana Rousseff (IPA: [ˈd(ʒ)iwmɐ ˈvɐ̃nɐ ʁuˈsɛfⁱ ]) (Belo Horizonte, 14 december 1947) is een Braziliaans econoom en politica. Tussen 2011 en 2016 was zij de 36ste president van Brazilië. Zij was de eerste vrouw die dit ambt bekleedde. Rousseff is aangesloten bij de Braziliaanse Arbeiderspartij en stond aan het hoofd van het kabinet-Rousseff. Haar regering eindigde door haar afzetting door de Braziliaanse Senaat vanwege beschuldigingen van corruptie en vriendjespolitiek. Sinds april 2023 is ze president van de New Development Bank in Shanghai, de "wereldbank" van de BRICS-landen.

## Levensloop

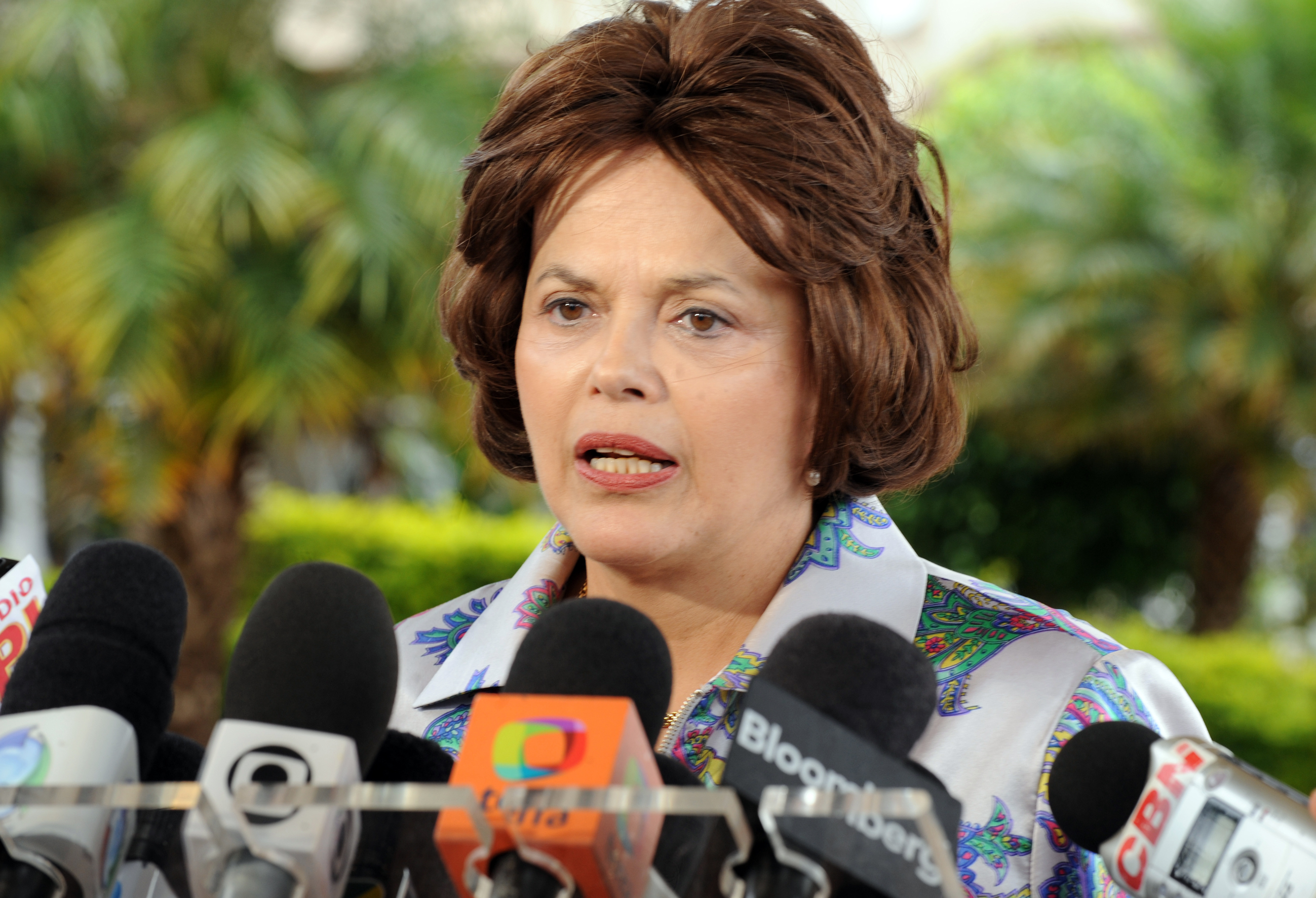
Rousseff in 2009

Dilma Vana Rousseff werd geboren  als dochter van een Bulgaarse ondernemer en advocaat en een lerares. Rousseff groeide op in een hogere middenklassefamilie en werd traditioneel opgevoed.  
Al tijdens haar jeugd raakte ze geïnteresseerd in politiek, en dan met name de socialistische idealen. Kort na de militaire staatsgreep van 1964 sloot ze zich aan bij socialistische groeperingen en voerde ze actie tegen de militaire dictatuur. Ook maakte ze deel uit van strijdgroepen (COLINA en VAR Palmares), die stadsguerrilla´s voerden om een revolutie tot stand te brengen. Rousseff werd hier uiteindelijk voor gearresteerd en tussen 1970 en 1972 gevangengezet. In deze periode werd ze herhaaldelijk gemarteld.
Na haar vrijlating bouwde Rousseff haar leven weer op in de deelstaat Rio Grande do Sul. Ze studeerde af aan de faculteit economie en handelswetenschappen van de Federale Universiteit van Rio Grande do Sul. Samen met Carlos Araújo, haar partner gedurende meer dan dertig jaar, hielp ze mee met het opzetten van de Democratische Arbeiderspartij (PDT) in de deelstaat. Ook deed ze mee aan verschillende campagnes en verkiezingen van de partij. Vervolgens werd ze staatssecretaris in de stad Porto Alegre, en later staatssecretaris van Energie van de deelstaat Rio Grande do Sul. Na interne meningsverschillen binnen de partij, verliet Rousseff de PDT in 2000, en sloot ze zich aan bij de Arbeiderspartij.
In 2002 werkte Rousseff mee aan het ontwerpen van een energieprogramma voor de toenmalige presidentskandidaat Lula. Toen Lula verkozen werd tot president, nodigde hij Rousseff uit om plaats te nemen in zijn kabinet als minister van mijnbouw en energie. In 2005 werd lymfeklierkanker vastgesteld en werd ze hiervoor geopereerd. In hetzelfde jaar legde Rousseff haar functie neer om stafchef te worden van het kabinet-Lula. Dit bleef ze tot april 2010, toen ze stopte om zich volledig te richten op de Braziliaanse presidentsverkiezingen in oktober. Bij deze verkiezingen had ze de steun van haar partijgenoot en zittend president Lula, die zich na twee regeertermijnen niet opnieuw kandidaat mocht stellen.
De eerste ronde van de presidentsverkiezingen werd gehouden op 3 oktober 2010. Rousseff kreeg de meeste stemmen maar geen meerderheid, waarna er op 31 oktober een tweede ronde plaatsvond. Daarbij won ze met 55 procent van de stemmen van haar tegenstander, de sociaaldemocraat José Serra, voormalig burgemeester van São Paulo en gouverneur van de staat São Paulo. Rousseff werd op 1 januari 2011 beëdigd als de eerste vrouwelijke president in de geschiedenis van Brazilië. Dit maakte haar volgens de Britse krant The Independent in één klap de invloedrijkste vrouw ter wereld. Rousseff zou hierbij zelfs de Duitse bondskanselier Angela Merkel overtreffen.

### Presidentschap
In de aanloop naar het WK Voetbal 2014 dat in Brazilië plaatsvond, werd Rousseff in het hele land geconfronteerd met hevige demonstraties. Miljoenen Brazilianen protesteerden tegen de toegenomen corruptie en de miljarden die in het voetbalevenement werden geïnvesteerd. In een televisietoespraak in juni 2013 keurde Rousseff het vandalistische karakter van de protesten af, maar verklaarde tevens begrip te hebben voor de onvrede onder de bevolking. Ze wees erop dat er, conform de wensen van de demonstranten, plannen zouden worden ontwikkeld voor hervormingen in o.a. het openbaar vervoer, het onderwijs en de gezondheidszorg. Desalniettemin werd Rousseff, tijdens de prijsuitreiking na afloop van de finale van het WK Voetbal, massaal uitgefloten.  
Het lukte Rousseff om in haar eerste termijn als president de armoede en werkloosheid in Brazilië fors terug te dringen. Anderzijds nam de corruptie sterk toe en haperde de groei van de Braziliaanse economie.  
In 2013 raakte Rousseff in conflict met de Verenigde Staten, nadat bekend werd dat de Amerikaanse inlichtingendienst NSA haar afgeluisterd en bespioneerd zou hebben. Het schandaal leidde in Brazilië tot grote politieke ophef, waarbij de Braziliaanse autoriteiten van de Amerikanen volledige openheid van zaken eisten. Ondanks excuses en pogingen van de Amerikaanse president Barack Obama om de relatie met Brazilië te herstellen, besloot Rousseff een gepland staatsbezoek aan de Verenigde Staten te schrappen.
In oktober 2014 werden er in Brazilië nieuwe presidentsverkiezingen gehouden, waarbij zittend president Rousseff grote concurrentie kreeg van Aécio Neves van de Sociaaldemocratische partij (PSDB). Rousseff wist met 41% van de stemmen de eerste ronde te winnen (tegen 34% voor Neves), maar in de tweede ronde was het verschil veel kleiner: 52% voor Rousseff tegen 48% voor Neves. Geen enkele Braziliaanse president won eerder de verkiezingen met zo'n kleine marge. In haar overwinningsspeech verklaarde Rousseff: "Ik weet dat ik ben herkozen om de grote veranderingen te brengen die de Braziliaanse samenleving nodig heeft. Ik wil en ik zal een betere president zijn dan ik tot dusver ben geweest." Ze omschreef het terugdringen van de corruptie als haar belangrijkste taak.
Door ingrijpende bezuinigingsmaatregelen van de regering, daalde de populariteit van Rousseff in 2015 naar een dieptepunt. De stijgende werkloosheid, hogere belastingen, gekorte pensioenen en gestegen prijzen van goederen leidden in maart en in augustus van dat jaar tot grote demonstraties in diverse Braziliaanse steden. Rousseff werd persoonlijk de ergste recessie in Brazilië in 25 jaar verweten. Daarnaast kwam zij onder vuur te liggen door verschillende corruptieschandalen, waarbij oppositiepartijen haar beschuldigden van het overtreden van belastingwetten en het manipuleren van overheidsfinanciën. Uit peilingen bleek dat 66 procent van de Brazilianen wou dat Rousseff opstapte. Nooit eerder was een Braziliaanse president zo impopulair. De voorzitter van het Braziliaanse Lagerhuis begon in december 2015, op verzoek van de oppositiepartijen, een afzettingsprocedure tegen Rousseff.
Op 13 maart 2016 betoogden 2 miljoen Brazilianen hiervoor. In april stemde het Lagerhuis vóór afzetting van Rousseff. Op 12 mei deed de Senaat hetzelfde. Hierop werd Rousseff geschorst hangende een verder onderzoek naar de beschuldigingen. Dat onderzoek duurde ongeveer een half jaar. Gedurende die tijd nam vicepresident Michel Temer het roer over. Op 31 augustus 2016 zette de Senaat Rousseff met een ruime meerderheid af: 61 van de 81 senatoren stemden voor haar vertrek. Het voorstel om Rousseff voor acht jaar uit te sluiten van een functie in het openbaar bestuur, haalde het niet. Rousseff kwam in opspraak door beschuldigingen van vriendjespolitiek en corruptie. Zo zou ze onder meer het begrotingstekort kunstmatig hebben opgeheven om de verkiezingen te winnen.

### Privéleven
Rousseff is twee keer getrouwd geweest. In 1968 trouwde zij met een journalist. Begin jaren 70 ging het koppel uit elkaar en begon Rousseff een nieuwe relatie. Het stel ging in 1994 uit elkaar en scheidde officieel in 2000.
In 1976 beviel Rousseff van een dochter.
Deodoro da Fonseca ·
Peixoto ·
Morais ·
Campos Sales ·
Alves ·
Pena ·
Peçanha ·
Fonseca ·
Brás ·
Alves ·
Moreira ·
Pessoa ·
Bernardes ·
Luís ·
Prestes ·
(Junta van 1930) ·
Vargas ·
Linhares ·
Gaspar Dutra ·
Vargas ·
Café Filho ·
Luz ·
Ramos ·
Kubitschek ·
Quadros ·
Ranieri Mazzilli ·
Goulart ·
Ranieri Mazzilli ·
Castelo Branco ·
Costa e Silva ·
(Junta van 1969) ·
Garrastazu Médici ·
Geisel ·
Figueiredo ·
Neves ·
Sarney ·
Collor ·
Franco ·
Cardoso ·
Lula da Silva ·
Rousseff ·
Temer ·
Bolsonaro ·
Lula da Silva
- Biblioteca Nacional de España: XX5493539
- Bibliothèque nationale de France: cb170218109 (data)
- Gemeinsame Normdatei: 1025989244
- International Standard Name Identifier: 0000 0001 1959 0504
- Library of Congress Control Number: no2011076633
- Nationale Bibliotheek van Tsjechië: xx0128050
- Nationale Bibliotheek van Israël: 987007451961205171
- Nationale Bibliotheek van Polen: a0000002914294
- Nederlandse Thesaurus van Auteursnamen: 338572147
- Système universitaire de documentation: 164265562
- Virtual International Authority File: 160304341
- WorldCat: E39PBJh8JTJtHmC4J9FBfkWhpP